# Аріарат II
Аріарат II (дав.-гр. Ἀριαράθης; д/н — бл. 280 до н. е.) — цар Каппадокії в 301 до н. е.-280 до н. е..

## Життєпис
Походив зі знатного капподокійського роду. Син Олоферна. Дата народження невідома. Після загибелі батька й стрийка (за іншими відомостями — діда) Аріарата I, царя Каппадокії, зумів врятуватися. Зрештою знайшов притулок при дворі царя Великої Вірменії.
У 301 році до н. е., скориставшись поразкою основних сил македонського царя Антигона Одноокого в битві при Іпсі, Аріарат вирішив повернув владу свого роду над Каппадокією. Того ж року отримав військову допомогу від вірменського царя Єрванда III, після чого незабаром переміг Амінту, македонського сатрапа, захопивши північну та східну частину Каппадокії. Втім зрештою вимушений був визнати зверхність царя Селевка I. Фактично Каппадокія увійшла до складу Сеелвкідської держави на правах автономії. Разом з тим зберіг союз з Великою Вірменією.
Лише після загибелі Селевка I у 281 році до н. е., Аріарат II оголосив про незалежність. Того ж року в союзі з Великою Вірменією завдав поразки Діодору, військовику Селевка I, що намагався відновити владу над Каппадокією. Втім невдовзі у 280 році до н. е. Аріарат II помер. Владу успадкував старший син Аріарамн.